# Hare Hill
Hare Hill är en kulle i Storbritannien.   Den ligger i kommunen Midlothian och riksdelen Skottland, i den centrala delen av landet, 500 km norr om huvudstaden London. Toppen på Hare Hill är 449 meter över havet.
Terrängen runt Hare Hill är varierad.Runt Hare Hill är det glesbefolkat, med 16 invånare per kvadratkilometer. Närmaste större samhälle är Edinburgh, 14,5 km nordost om Hare Hill. Trakten runt Hare Hill består i huvudsak av gräsmarker.